# Anne-Charlotte Verney
Anne-Charlotte Verney (ur. 17 maja 1943 roku) – francuska zawodniczka występująca w wyścigach samochodowych i rajdach terenowych.

## Kariera
Verney rozpoczęła karierę w międzynarodowych wyścigach samochodowych w 1974 roku od startu w klasie IMSA / GTS 24-godzinnego wyścigu Le Mans, gdzie uplasowała się na siódmej pozycji. W późniejszych latach Francuzka pojawiała się także w stawce Francuskiej Formuły Renault, French Touring Car Championship, World Sportscar Championship, World Challenge for Endurance Drivers, World Championship for Drivers and Makes oraz FIA World Endurance Championship.
Francuzka startowała również w rajdach terenowych, w tym w Rajd Dakar. W 1982 roku zgubiła się na trasie. Została odnaleziona po pięciu dniach przez wojsko.